# 지랄탄99
지랄탄99는 오이 펑크를 지향했던 대한민국 최초의 밴드로, 1998년 겨울, 보컬인 장승우, 기타리스트로 이현, 베이스로 신용욱, 드럼 박중욱이 모여 밴드를 만들었다. 이후 새로운 기타리스트인 정재흥이 합류한 후, 이듬해 1999년 문화사기단에서 리얼쌍놈스와 스플릿 앨범 Minor League를 발매한다. 하지만 발매 후 보컬과 베이스의 군입대로 활동이 잠시 중단되었다가 2002년 이들이 제대 후 활동을 재개하다 2004년 보컬이 탈퇴 후, 신용욱, 박중욱이 새로 더티 스몰 타운이라는 밴드를 결성해 활동중이다.